# René de Baugnies
René de Baugnies, né en 1869 à Louvain et mort en 1962 à Ixelles, est un peintre belge.

## Biographie
René de Baugnies est, en 1898, l'un des douze membres fondateurs du collectif artistique Labeur,.
Néo-impressionniste, il expose entre 1905 et 1933 à la Société nationale des beaux-arts de Bruxelles, à la galerie du Studio à Bruxelles et en 1925 au salon Lamorinière. Membre de la Société nationale des beaux-arts, il montre au Salon des artistes français en 1929 la toile Bassin des pêcheurs, Ostende. Il expose avec d'autres artistes à Renaix en juin 1955. On lui doit essentiellement des paysages et des marines. Ses œuvres sont conservées entre autres aux musées de Tournai, d'Ixelles et de Marche-en-Famenne.